# ميلامكور كوري

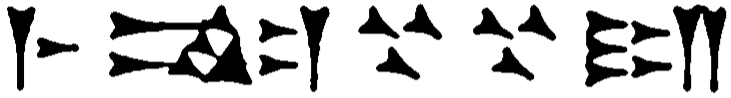
إسمه بالأكدي

كان ميلامكورا الملك الحادي عشر (حوالي ١٤٣٠-١٤٢٤ قبل الميلاد) من سلالة بلاد البحر والتي تعرف أيضا بسلالة بابل الثانية، التي حكمت جنوب بلاد ما بين النهرين لنحو ٣٥٠ عامًا، من حوالي ١٧٨٣ إلى ١٤١٥ قبل الميلاد. لا يُعرف ميلامكورا إلا من قوائم الملوك اللاحقة، والتي تشير إلى أنه حكم سبع سنوات. لا تزال صلاته العائلية بالملك أكوردوانا غير واضحة. يُرجَّح أن صراعًا على السلطة قد بدأ في عهد الأخير في بلاد البحر.
اسم ميلامكورا سومري، ويُترجم إلى "روعة الأرض/الأراضي". خلف الملك أكوردوانا وخلفه الملك أيا-كامل (والذي يعد آخر ملوك السلالة) .